# Nenad Čaluković
Nenad Čaluković je politički novinar i glavni urednik magazina Karakter.

## Biografija
Rođen je 2. oktobra 1970. godine u Guči. Novinarstvom je počeo da se bavi 1996. godine u Dnevnom telegrafu kod Slavka Ćuruvije. Godine 1998. prelazi u Blic , a već naredne godine 1999. postaje politički novinar za vreme vladavine Slobodana Miloševića. U to vreme bio je saradnik TV produkcije VIN, glavne urednice Gordane Suše.  Tokom dvehiljaditih piše za magazin Status Slaviše Lekića. Nakon devet godina u Blicu, 2006. se priključio redakciji Večernjih novosti. Media Centar Sarajevo ga 2007. godine kao najistaknutijeg intervjuistu u Srbiji poziva da napiše specijalnu analizu na temu autorizacije u intervjuima. 2011. prelazi u dnevni list Press, gde je radio do gašenja tih novina krajem 2012, kao urednik političke rubrike, a zatim kao zamenik glavnog i odgovornog urednika. Početkom 2013. godine postaje urednik politike u časopisu Nedeljnik , za koji je pisao od osnivanja lista. Od decembra 2019. izlazi magazin Karakter , čiji je osnivač i glavni urednik. 

- Bio je jedan od najzaslužnijih što je Nedeljnik za kratko vreme stekao veliku prepoznatljivost na prostorima bivše Jugoslavije. Najpoznatiji je po svojim intervjuima, a sarađivao je sa svim bitnim ličnostima iz sveta politike, kulture, javne scene i marketinga.

- Aleksandar Tijanić je dva meseca pred smrt, svoj poslednji  i testamentarni intervju dao Nenadu Čalukoviću.

## Nagrade
Nenad Čaluković dobitnik je nagrade Udruženja novinara Srbije koja nosi naziv Laza Kostić koji je bio prvi predsednik tog udruženja. Čaluković je dobio to priznanje za najbolje intervjue u 2017. godini. U obrazloženju žirija piše: „Nenad Čaluković uspeo je serijom intervjua sa akademicima Srpske akademije nauka i umetnosti da vrati veliki intelektualni intervju u srpsku štampu, ali i da - što je možda bio i najveći izazov - sa jedne od najznačajnijih institucija u našoj zemlji skloni epitet 'povučene' i 'ćutljive' ”.